# Гончаренко, Михаил Иванович
Михаил Иванович Гончаренко (5 ноября 1861, Курская губерния — до 6 октября 1917) — генерал-лейтенант, начальник штаба 10-й кавалерийской дивизии (1899—1903), исполняющий обязанности наказного атамана бригады Оренбургского казачьего войска. Кавалер девяти орденов и множества медалей.

## Биография
Михаил Гончаренко родился 5 ноября 1861 года в дворянской семье из Курской губернии. Окончил 1-ю Петербургскую военную гимназию (будущий Первый кадетский корпус), а затем, в 1880 году, — Павловское военное училище. В 1886 году Гончаренко стал выпускником Николаевской академии генерального штаба (по первому разряду).
30 августа 1878 года Михаил Гончаренко приступил к службе в Русской императорской армии. Был произведён в прапорщики в 33-ю артиллерийскую бригаду. В конце октября 1881 года он стал подпоручиком, в начале декабря 1885 — поручиком, а в марте 1886 — штабс-капитаном (состоял при Харьковском военном округе). 24 апреля 1884 года Гончаренко получил звание капитана Генерального штаба, затем — подполковника (с марта 1893) и полковника (с апреля 1897, за отличие). Дослужился до генерал-майора уже в XX веке — в 1906 году, за отличие. Закончил службу (исключён из списков умершим) в звании генерал-лейтенанта, присвоенном 6 декабря 1912 года, также за отличие.

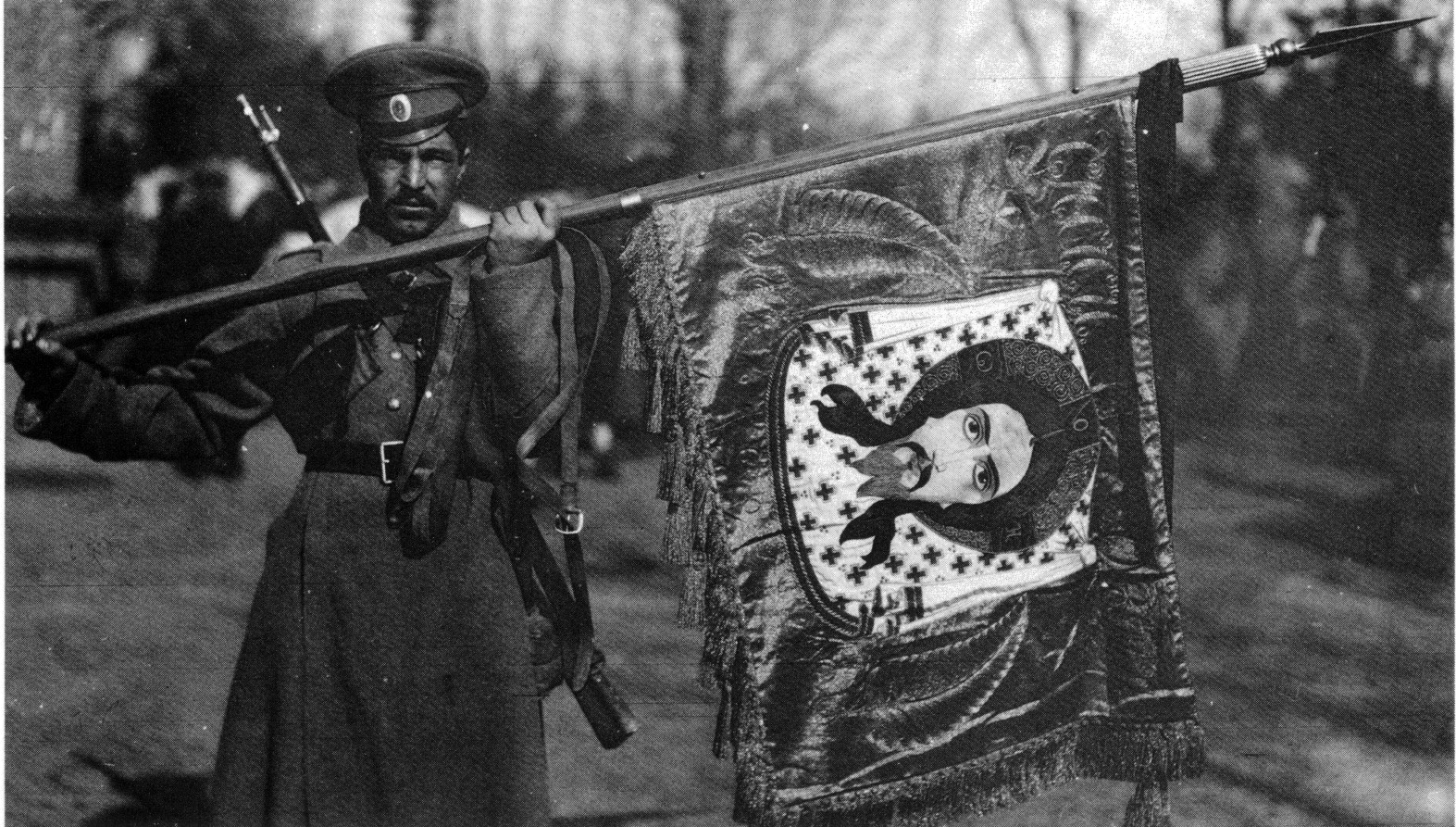
Личный значок генерала Ф. А. Келлера, преподнесенный ему чинами 10-й кавалерийской дивизии

С 1886 по 1893 год Михаил Иванович служил старшим адъютантом штаба X армейского корпуса. Цензовое командование ротой отбывал в Тамбовском 122-м пехотном полку (1889—1890). Затем, до 1894 года, он состоял штабс-офицером для поручений при штабе Киевского военного округа. С февраля 1894 по октябрь 1899 года Гончаренко был штабс-офицером при управлении 51-й пехотной резервной бригады. Цензовое командование батальоном отбывал в пехотном Воронежском 124-м пехотном полку (1899). В течение почти четырёх лет, с 1899 по 1903, он возглавлял штаб 10-й кавалерийской дивизии.
В феврале 1903 года Гончаренко получил под своё командование Курский 125-й пехотный полк — был его командиром до июля 1906 года. Затем он стал начальником штаба Оренбургской казачьей бригады (до 1 декабря 1908). В этот период он неоднократно вступал в должность временного исполняющего делами наказного атамана бригады. В 1907 году Михаил Иванович был командирован для ревизии школ и станичных правлений Оренбургского казачьего войска. В 1908 году он состоял генералом для поручений при Главном управлении военно-учебных заведений (ГУВУЗ). С 31 декабря 1907 года Гончаренко являлся почётным казаком станицы Степная.
6 октября 1917 года Михаил Иванович Гончаренко был исключён из армейских списков умершим.

## Награды
Ордена Российской империи
- Орден Святого Станислава 3-й степени (1889)
- Орден Святой Анны 3-й степени (1892)
- Орден Святого Станислава 2-й степени (1896)
- Орден Святой Анны 2-й степени (1901)
- Орден Святого Владимира 4-й степени (1905)
- Орден Святого Владимира 3-й степени (1909)
- Орден Святого Станислава 1-й степени (1913)
- Орден Святого Владимира 2-й степени (1915)
- Орден Святой Анны 1-й степени (1915)
- Орден Белого Орла (1916): «за отлично-ревностную службу и особые труды, вызванные обстоятельствами текущей [мировой] войны»[1]

Ордена иностранных государств и медали
- Орден Благородной Бухары 1-й степени (1907)
- Медаль «В память царствования императора Александра III»
- Медаль «За труды по первой всеобщей переписи населения» (1897, бронзовая)
- Медаль «В память 100-летия Отечественной войны 1812 г.»
- Медаль «В память 300-летия царствования дома Романовых»
- Медаль «За труды по отличному выполнению всеобщей мобилизации 1914»[1][5]

## Семья
Михаил Иванович был женат на Марии Федоровне Лезель, дочери коллежского асессора. В семье было пятеро детей: Екатерина (род. 1890), Николай (род. 1892), Фёдор (род. 1893), Надежда (род. 1898) и Вера (род. 1898).